# Dichromodes triglypta
Dichromodes triglypta är en fjärilsart som beskrevs av Oswald Beltram Lower 1908. Dichromodes triglypta ingår i släktet Dichromodes och familjen mätare. Inga underarter finns listade i Catalogue of Life.